# دولاشوو
دولاشوو (به لهستانی:  Dolaszewo) یک روستا در لهستان است که در گمینا شدوووو (استان لهستان بزرگ‌تر) واقع شده‌است. دولاشوو ۶۲۰ نفر جمعیت دارد.